# Eleições parlamentares europeias de 1989 no distrito de Faro
| Eleições parlamentares europeias de 1989 Distritos: Aveiro \| Beja \| Braga \| Bragança \| Castelo Branco \| Coimbra \| Évora \| Faro \| Guarda \| Leiria \| Lisboa \| Portalegre \| Porto \| Santarém \| Setúbal \| Viana do Castelo \| Vila Real \| Viseu \| Açores \| Madeira \| Estrangeiro |

## Resultados por concelho
Os resultados nos concelhos do Distrito de Faro foram os seguintes:

### Albufeira
| Partido                 | Partido                         | Votos  | %               | +/-   |
| ----------------------- | ------------------------------- | ------ | --------------- | ----- |
|                         | Partido Social Democrata        | 1 865  | 34,53 / 100,00  | 11,78 |
|                         | Partido Socialista              | 1 817  | 33,64 / 100,00  | 9,73  |
|                         | Centro Democrático Social       | 674    | 12,48 / 100,00  | 2,03  |
|                         | Coligação Democrática Unitária  | 460    | 8,52 / 100,00   | 2,36  |
|                         | Partido Popular Monárquico      | 81     | 1,50 / 100,00   | 0,17  |
|                         | Movimento Democrático Português | 73     | 1,35 / 100,00   | 0,90  |
|                         | Outros (com menos de 1,00%)     | 217    | 4,01 / 100,00   |       |
| Votos Inválidos         | Votos Inválidos                 | 214    | 3,96 / 100,00   | 0,83  |
| Total                   | Total                           | 5 401  | 100,00 / 100,00 |       |
| Eleitorado/Participação | Eleitorado/Participação         | 15 724 | 34,35 / 100,00  | 31,99 |

### Alcoutim
| Partido                 | Partido                           | Votos | %               | +/-   |
| ----------------------- | --------------------------------- | ----- | --------------- | ----- |
|                         | Partido Socialista                | 1 146 | 49,25 / 100,00  | 14,47 |
|                         | Partido Social Democrata          | 651   | 27,98 / 100,00  | 5,24  |
|                         | Coligação Democrática Unitária    | 245   | 10,53 / 100,00  | 0,17  |
|                         | Centro Democrático Social         | 66    | 2,84 / 100,00   | 2,22  |
|                         | Partido Socialista Revolucionário | 26    | 1,12 / 100,00   | 0,09  |
|                         | Outros (com menos de 1,00%)       | 101   | 4,34 / 100,00   |       |
| Votos Inválidos         | Votos Inválidos                   | 92    | 3,95 / 100,00   | 1,21  |
| Total                   | Total                             | 2 327 | 100,00 / 100,00 |       |
| Eleitorado/Participação | Eleitorado/Participação           | 4 425 | 52,59 / 100,00  | 12,65 |

### Aljezur
| Partido                 | Partido                                         | Votos | %               | +/-   |
| ----------------------- | ----------------------------------------------- | ----- | --------------- | ----- |
|                         | Partido Socialista                              | 961   | 41,71 / 100,00  | 9,78  |
|                         | Partido Social Democrata                        | 465   | 20,18 / 100,00  | 5,66  |
|                         | Coligação Democrática Unitária                  | 457   | 19,84 / 100,00  | 3,10  |
|                         | Centro Democrático Social                       | 112   | 4,86 / 100,00   | 0,07  |
|                         | União Democrática Popular                       | 35    | 1,52 / 100,00   | 0,42  |
|                         | Partido Socialista Revolucionário               | 31    | 1,35 / 100,00   | 0,04  |
|                         | Partido Comunista dos Trabalhadores Portugueses | 31    | 1,35 / 100,00   | 0,74  |
|                         | Partido Operário de Unidade Socialista          | 27    | 1,17 / 100,00   | Novo  |
|                         | Partido Popular Monárquico                      | 24    | 1,04 / 100,00   | 0,12  |
|                         | Outros (com menos de 1,00%)                     | 38    | 1,64 / 100,00   |       |
| Votos Inválidos         | Votos Inválidos                                 | 123   | 5,34 / 100,00   | 0,67  |
| Total                   | Total                                           | 2 304 | 100,00 / 100,00 |       |
| Eleitorado/Participação | Eleitorado/Participação                         | 4 823 | 47,77 / 100,00  | 20,99 |

### Castro Marim
| Partido                 | Partido                                         | Votos | %               | +/-   |
| ----------------------- | ----------------------------------------------- | ----- | --------------- | ----- |
|                         | Partido Socialista                              | 1 393 | 52,51 / 100,00  | 18,43 |
|                         | Partido Social Democrata                        | 707   | 26,65 / 100,00  | 11,08 |
|                         | Coligação Democrática Unitária                  | 206   | 7,76 / 100,00   | 0,51  |
|                         | Centro Democrático Social                       | 92    | 3,47 / 100,00   | 0,66  |
|                         | União Democrática Popular                       | 33    | 1,24 / 100,00   | 0,20  |
|                         | Partido Comunista dos Trabalhadores Portugueses | 30    | 1,13 / 100,00   | 0,57  |
|                         | Outros (com menos de 1,00%)                     | 83    | 3,14 / 100,00   |       |
| Votos Inválidos         | Votos Inválidos                                 | 109   | 4,11 / 100,00   | 0,29  |
| Total                   | Total                                           | 2 653 | 100,00 / 100,00 |       |
| Eleitorado/Participação | Eleitorado/Participação                         | 5 687 | 46,65 / 100,00  | 20,00 |

### Faro
| Partido                 | Partido                         | Votos  | %               | +/-   |
| ----------------------- | ------------------------------- | ------ | --------------- | ----- |
|                         | Partido Socialista              | 6 022  | 31,75 / 100,00  | 8,51  |
|                         | Partido Social Democrata        | 5 539  | 29,21 / 100,00  | 7,97  |
|                         | Coligação Democrática Unitária  | 2 703  | 14,25 / 100,00  | 2,43  |
|                         | Centro Democrático Social       | 2 493  | 13,15 / 100,00  | 1,29  |
|                         | Partido Popular Monárquico      | 452    | 2,38 / 100,00   | 0,43  |
|                         | Movimento Democrático Português | 422    | 2,23 / 100,00   | 1,38  |
|                         | União Democrática Popular       | 189    | 1,00 / 100,00   | 0,06  |
|                         | Outros (com menos de 1,00%)     | 497    | 2,62 / 100,00   |       |
| Votos Inválidos         | Votos Inválidos                 | 647    | 3,41 / 100,00   | 0,68  |
| Total                   | Total                           | 18 964 | 100,00 / 100,00 |       |
| Eleitorado/Participação | Eleitorado/Participação         | 40 857 | 46,42 / 100,00  | 24,04 |

### Lagoa
| Partido                 | Partido                                         | Votos  | %               | +/-   |
| ----------------------- | ----------------------------------------------- | ------ | --------------- | ----- |
|                         | Partido Socialista                              | 2 002  | 32,63 / 100,00  | 11,22 |
|                         | Partido Social Democrata                        | 1 918  | 31,26 / 100,00  | 8,80  |
|                         | Coligação Democrática Unitária                  | 778    | 12,68 / 100,00  | 2,74  |
|                         | Centro Democrático Social                       | 585    | 9,54 / 100,00   | 0,45  |
|                         | União Democrática Popular                       | 100    | 1,63 / 100,00   | 0,37  |
|                         | Partido Comunista dos Trabalhadores Portugueses | 88     | 1,43 / 100,00   | 0,91  |
|                         | Partido Socialista Revolucionário               | 78     | 1,27 / 100,00   | 0,35  |
|                         | Partido Popular Monárquico                      | 64     | 1,04 / 100,00   | 0,47  |
|                         | Movimento Democrático Português                 | 62     | 1,01 / 100,00   | 0,38  |
|                         | Outros (com menos de 1,00%)                     | 107    | 1,74 / 100,00   |       |
| Votos Inválidos         | Votos Inválidos                                 | 353    | 5,75 / 100,00   | 2,06  |
| Total                   | Total                                           | 6 135  | 100,00 / 100,00 |       |
| Eleitorado/Participação | Eleitorado/Participação                         | 12 766 | 48,06 / 100,00  | 25,76 |

### Lagos
| Partido                 | Partido                                         | Votos  | %               | +/-   |
| ----------------------- | ----------------------------------------------- | ------ | --------------- | ----- |
|                         | Partido Socialista                              | 3 370  | 37,23 / 100,00  | 11,01 |
|                         | Partido Social Democrata                        | 2 116  | 23,38 / 100,00  | 7,37  |
|                         | Coligação Democrática Unitária                  | 1 340  | 14,80 / 100,00  | 2,76  |
|                         | Centro Democrático Social                       | 872    | 9,63 / 100,00   | 1,05  |
|                         | Partido Popular Monárquico                      | 211    | 2,33 / 100,00   | 0,30  |
|                         | Movimento Democrático Português                 | 183    | 2,02 / 100,00   | 1,33  |
|                         | União Democrática Popular                       | 151    | 1,67 / 100,00   | 0,11  |
|                         | Partido Socialista Revolucionário               | 125    | 1,38 / 100,00   | 0,37  |
|                         | Partido Comunista dos Trabalhadores Portugueses | 108    | 1,19 / 100,00   | 0,56  |
|                         | Outros (com menos de 1,00%)                     | 150    | 1,66 / 100,00   |       |
| Votos Inválidos         | Votos Inválidos                                 | 426    | 4,71 / 100,00   | 1,10  |
| Total                   | Total                                           | 9 052  | 100,00 / 100,00 |       |
| Eleitorado/Participação | Eleitorado/Participação                         | 17 709 | 51,12 / 100,00  | 19,74 |

### Loulé
| Partido                 | Partido                         | Votos  | %               | +/-   |
| ----------------------- | ------------------------------- | ------ | --------------- | ----- |
|                         | Partido Social Democrata        | 7 553  | 43,66 / 100,00  | 5,93  |
|                         | Partido Socialista              | 5 001  | 28,91 / 100,00  | 6,49  |
|                         | Centro Democrático Social       | 1 701  | 9,83 / 100,00   | 1,22  |
|                         | Coligação Democrática Unitária  | 1 177  | 6,80 / 100,00   | 1,08  |
|                         | Movimento Democrático Português | 248    | 1,43 / 100,00   | 0,87  |
|                         | Partido Popular Monárquico      | 215    | 1,24 / 100,00   | 0,18  |
|                         | Outros (com menos de 1,00%)     | 668    | 3,87 / 100,00   |       |
| Votos Inválidos         | Votos Inválidos                 | 738    | 4,27 / 100,00   | 0,92  |
| Total                   | Total                           | 17 301 | 100,00 / 100,00 |       |
| Eleitorado/Participação | Eleitorado/Participação         | 39 198 | 44,14 / 100,00  | 26,99 |

### Monchique
| Partido                 | Partido                                         | Votos | %               | +/-   |
| ----------------------- | ----------------------------------------------- | ----- | --------------- | ----- |
|                         | Partido Social Democrata                        | 1 466 | 37,29 / 100,00  | 4,80  |
|                         | Partido Socialista                              | 1 421 | 36,15 / 100,00  | 8,34  |
|                         | Coligação Democrática Unitária                  | 333   | 8,47 / 100,00   | 1,68  |
|                         | Centro Democrático Social                       | 268   | 6,82 / 100,00   | 0,73  |
|                         | Movimento Democrático Português                 | 57    | 1,45 / 100,00   | 0,87  |
|                         | Partido Comunista dos Trabalhadores Portugueses | 41    | 1,04 / 100,00   | 0,71  |
|                         | Outros (com menos de 1,00%)                     | 164   | 4,02 / 100,00   |       |
| Votos Inválidos         | Votos Inválidos                                 | 191   | 4,86 / 100,00   | 0,06  |
| Total                   | Total                                           | 3 931 | 100,00 / 100,00 |       |
| Eleitorado/Participação | Eleitorado/Participação                         | 7 866 | 49,97 / 100,00  | 23,77 |

### Olhão
| Partido                 | Partido                                         | Votos  | %               | +/-   |
| ----------------------- | ----------------------------------------------- | ------ | --------------- | ----- |
|                         | Partido Socialista                              | 4 310  | 35,76 / 100,00  | 8,54  |
|                         | Partido Social Democrata                        | 3 344  | 27,74 / 100,00  | 9,96  |
|                         | Coligação Democrática Unitária                  | 1 628  | 13,51 / 100,00  | 2,91  |
|                         | Centro Democrático Social                       | 1 253  | 10,39 / 100,00  | 0,72  |
|                         | Movimento Democrático Português                 | 227    | 1,88 / 100,00   | 1,16  |
|                         | Partido Popular Monárquico                      | 179    | 1,48 / 100,00   | 0,19  |
|                         | Partido Comunista dos Trabalhadores Portugueses | 169    | 1,40 / 100,00   | 0,68  |
|                         | União Democrática Popular                       | 138    | 1,14 / 100,00   | 0,07  |
|                         | Outros (com menos de 1,00%)                     | 291    | 2,41 / 100,00   |       |
| Votos Inválidos         | Votos Inválidos                                 | 515    | 4,27 / 100,00   | 0,97  |
| Total                   | Total                                           | 12 054 | 100,00 / 100,00 |       |
| Eleitorado/Participação | Eleitorado/Participação                         | 28 819 | 41,83 / 100,00  | 26,67 |

### Portimão
| Partido                 | Partido                         | Votos  | %               | +/-   |
| ----------------------- | ------------------------------- | ------ | --------------- | ----- |
|                         | Partido Socialista              | 5 079  | 34,48 / 100,00  | 9,52  |
|                         | Partido Social Democrata        | 3 889  | 26,40 / 100,00  | 8,39  |
|                         | Coligação Democrática Unitária  | 2 083  | 14,14 / 100,00  | 4,57  |
|                         | Centro Democrático Social       | 1 688  | 11,46 / 100,00  | 0,93  |
|                         | Partido Popular Monárquico      | 301    | 2,04 / 100,00   | 0,57  |
|                         | União Democrática Popular       | 272    | 1,85 / 100,00   | 0,34  |
|                         | Movimento Democrático Português | 265    | 1,80 / 100,00   | 1,19  |
|                         | Partido da Democracia Cristã    | 159    | 1,08 / 100,00   | 0,24  |
|                         | Outros (com menos de 1,00%)     | 378    | 2,56 / 100,00   |       |
| Votos Inválidos         | Votos Inválidos                 | 618    | 4,19 / 100,00   | 1,29  |
| Total                   | Total                           | 14 732 | 100,00 / 100,00 |       |
| Eleitorado/Participação | Eleitorado/Participação         | 32 059 | 45,95 / 100,00  | 27,07 |

### São Brás de Alportel
| Partido                 | Partido                        | Votos | %               | +/-   |
| ----------------------- | ------------------------------ | ----- | --------------- | ----- |
|                         | Partido Social Democrata       | 1 240 | 37,99 / 100,00  | 5,21  |
|                         | Partido Socialista             | 1 147 | 35,14 / 100,00  | 7,34  |
|                         | Coligação Democrática Unitária | 345   | 10,57 / 100,00  | 1,75  |
|                         | Centro Democrático Social      | 230   | 7,05 / 100,00   | 0,05  |
|                         | Outros (com menos de 1,00%)    | 167   | 5,12 / 100,00   |       |
| Votos Inválidos         | Votos Inválidos                | 135   | 4,14 / 100,00   | 0,22  |
| Total                   | Total                          | 3 264 | 100,00 / 100,00 |       |
| Eleitorado/Participação | Eleitorado/Participação        | 6 697 | 48,74 / 100,00  | 21,69 |

### Silves
| Partido                 | Partido                                         | Votos  | %               | +/-   |
| ----------------------- | ----------------------------------------------- | ------ | --------------- | ----- |
|                         | Partido Socialista                              | 3 620  | 30,90 / 100,00  | 7,43  |
|                         | Partido Social Democrata                        | 3 215  | 27,44 / 100,00  | 8,09  |
|                         | Coligação Democrática Unitária                  | 2 402  | 20,50 / 100,00  | 4,44  |
|                         | Centro Democrático Social                       | 885    | 7,55 / 100,00   | 0,67  |
|                         | Partido Comunista dos Trabalhadores Portugueses | 171    | 1,46 / 100,00   | 0,88  |
|                         | Partido Popular Monárquico                      | 168    | 1,43 / 100,00   | 0,11  |
|                         | Movimento Democrático Português                 | 154    | 1,31 / 100,00   | 0,63  |
|                         | União Democrática Popular                       | 150    | 1,28 / 100,00   | 0,09  |
|                         | Partido Socialista Revolucionário               | 129    | 1,10 / 100,00   | 0,16  |
|                         | Outros (com menos de 1,00%)                     | 197    | 1,68 / 100,00   |       |
| Votos Inválidos         | Votos Inválidos                                 | 624    | 5,33 / 100,00   | 1,25  |
| Total                   | Total                                           | 11 715 | 100,00 / 100,00 |       |
| Eleitorado/Participação | Eleitorado/Participação                         | 26 659 | 43,94 / 100,00  | 26,97 |

### Tavira
| Partido                 | Partido                                         | Votos  | %               | +/-   |
| ----------------------- | ----------------------------------------------- | ------ | --------------- | ----- |
|                         | Partido Socialista                              | 3 235  | 38,89 / 100,00  | 9,84  |
|                         | Partido Social Democrata                        | 2 478  | 29,79 / 100,00  | 10,42 |
|                         | Centro Democrático Social                       | 851    | 10,23 / 100,00  | 0,85  |
|                         | Coligação Democrática Unitária                  | 662    | 7,96 / 100,00   | 1,80  |
|                         | União Democrática Popular                       | 122    | 1,47 / 100,00   | 0,13  |
|                         | Movimento Democrático Português                 | 117    | 1,41 / 100,00   | 0,53  |
|                         | Partido Popular Monárquico                      | 110    | 1,32 / 100,00   | 0,02  |
|                         | Partido Comunista dos Trabalhadores Portugueses | 90     | 1,08 / 100,00   | 0,54  |
|                         | Outros (com menos de 1,00%)                     | 212    | 2,55 / 100,00   |       |
| Votos Inválidos         | Votos Inválidos                                 | 442    | 5,31 / 100,00   | 1,16  |
| Total                   | Total                                           | 8 319  | 100,00 / 100,00 |       |
| Eleitorado/Participação | Eleitorado/Participação                         | 20 372 | 40,84 / 100,00  | 25,60 |

### Vila do Bispo
| Partido                 | Partido                                         | Votos | %               | +/-   |
| ----------------------- | ----------------------------------------------- | ----- | --------------- | ----- |
|                         | Partido Socialista                              | 646   | 35,32 / 100,00  | 7,65  |
|                         | Partido Social Democrata                        | 443   | 24,22 / 100,00  | 6,45  |
|                         | Coligação Democrática Unitária                  | 321   | 17,55 / 100,00  | 4,03  |
|                         | Centro Democrático Social                       | 112   | 6,12 / 100,00   | 0,59  |
|                         | União Democrática Popular                       | 49    | 2,68 / 100,00   | 0,21  |
|                         | Partido Socialista Revolucionário               | 33    | 1,80 / 100,00   | 0,19  |
|                         | Movimento Democrático Português                 | 25    | 1,37 / 100,00   | 0,71  |
|                         | Partido Comunista dos Trabalhadores Portugueses | 23    | 1,26 / 100,00   | 0,47  |
|                         | Partido Popular Monárquico                      | 21    | 1,15 / 100,00   | 0,23  |
|                         | Outros (com menos de 1,00%)                     | 39    | 2,14 / 100,00   |       |
| Votos Inválidos         | Votos Inválidos                                 | 117   | 6,40 / 100,00   | 2,19  |
| Total                   | Total                                           | 1 829 | 100,00 / 100,00 |       |
| Eleitorado/Participação | Eleitorado/Participação                         | 4 423 | 41,35 / 100,00  | 27,23 |

### Vila Real de Santo António
| Partido                 | Partido                                         | Votos  | %               | +/-   |
| ----------------------- | ----------------------------------------------- | ------ | --------------- | ----- |
|                         | Partido Socialista                              | 2 293  | 33,99 / 100,00  | 8,58  |
|                         | Coligação Democrática Unitária                  | 1 912  | 28,34 / 100,00  | 6,10  |
|                         | Partido Social Democrata                        | 1 474  | 21,85 / 100,00  | 9,94  |
|                         | Centro Democrático Social                       | 431    | 6,39 / 100,00   | 0,14  |
|                         | Movimento Democrático Português                 | 100    | 1,48 / 100,00   | 0,04  |
|                         | Partido Comunista dos Trabalhadores Portugueses | 80     | 1,19 / 100,00   | 0,64  |
|                         | União Democrática Popular                       | 70     | 1,04 / 100,00   | 0,36  |
|                         | Outros (com menos de 1,00%)                     | 174    | 2,58 / 100,00   |       |
| Votos Inválidos         | Votos Inválidos                                 | 213    | 3,16 / 100,00   | 0,45  |
| Total                   | Total                                           | 6 747  | 100,00 / 100,00 |       |
| Eleitorado/Participação | Eleitorado/Participação                         | 13 787 | 48,94 / 100,00  | 21,06 |